# Leffincourt
Leffincourt település Franciaországban, Ardennes megyében. Lakosainak száma 189 fő (2022. január 1.). Leffincourt Bourcq, Contreuve, Coulommes-et-Marqueny, Dricourt, Machault, Quilly, Semide és Tourcelles-Chaumont községekkel határos.

## Népesség
A település népességének változása:
| Lakosok száma | 205  | 176  | 160  | 169  | 181  | 185  | 189  | 188  | 187  | 189  |
|               | 1968 | 1982 | 1990 | 2006 | 2013 | 2015 | 2017 | 2019 | 2020 | 2022 |